# Pólo de Leitura de Alvor
O Pólo de Leitura de Alvor, igualmente conhecido como Pólo de Alvor - Biblioteca Municipal Manuel Teixeira Gomes, é um edifício na vila de Alvor, parte do Município de Portimão, em Portugal. Está instalado num edifício histórico, o Palácio Abreu.

## Descrição
O Pólo ocupa um antigo palacete, conhecido como Palácio Abreu.  Está situado no centro da vila, tendo frentes para as ruas Marquês de Pombal e Pedro Álvares Cabral. Este espaço também é ocupado pela Ludoteca de Alvor.
O antigo palácio consiste num imóvel de dois pisos, com o registo superior da fachada principal rasgado por janelas de sacada encimadas por cornija. No interior destacam-se as paredes com pinturas com textura em marmoreado.

## História
O edifício onde se situa o pólo terá sido construído provavelmente nos princípios do século XIX. Funcionou depois como sede da Junta de Freguesia. A Ludoteca foi inaugurada em 11 de Dezembro de 1996, enquanto que o Pólo de Alvor da Biblioteca Municipal Manuel Teixeira Gomes entrou ao serviço em 25 de Abril de 1997. Em Maio de 2018 foram apresentadas as propostas que tinham sido candidatadas pela Comissão de Coordenação e Desenvolvimento Regional aos fundos europeus, incluindo um programa de recuperação do Palácio Abreu.